# Soroki (obwód tarnopolski)
Soroki (ukr. Сороки, Soroky) – wieś na Ukrainie, w obwodzie tarnopolskim, w rejonie czortkowskim.

## Historia
Według rozgraniczenia z 1680 wieś znajdowała się w powiecie halickim w województwie ruskim.
Po zakończeniu I wojny światowej od listopada 1918 roku do lata 1919 roku Soroki znajdowały się w Zachodnioukraińskiej Republice Ludowej.
- 17 września 1939 na 17 Polakach,
- w lipcu 1941 na 19 letnim synu Polaka i Ukrainki,
- 10 sierpnia 1941 na dwojgu Polaków

.
Od 1945 wieś jest siedzibą rady wiejskiej.

## Ludzie
- Franciszek Jaszczuk – nauczyciel, kierownik 2-klasowej szkoły powszechnej we wsi[4]
- Mychajło Gulak – nauczyciel w Wojciechówce, w 1930 przeniesiony do 2-klasowej szkoły powszechnej we wsi[5]

### Proboszczowie greckokatoliccy
- ks. Bazyli Kruszelnycki (ur. 1806) – członek moskalofilskiego Towarzystwa im. Kaczkowskiego (1881)[6].
- ks. Wołodysław Noskowski[7][8][9].
- ks. Mykoła Bril – administrator dekanatu buczackiego w 1938[10]